# خور مکسر
خور مکسر (به عربی: خور مکسر، Khur Maksar District) یک ناحیه شهری در استان عدن، یمن است که بر اساس سرشماری سال ۲۰۰۳، جمعیت آن ۴۸۰۴۴ نفر بوده‌است.

## تاریخ
خور مکسر، به عنوان بخشی از مستعمره عدن، یک پایگاه نظامی نیروهای انگلیسی بود که پادگان های متعددی در این منطقه ساخته بودند. اهمیت آن پس از انتقال نیروی هوایی سلطنتی به منطقه در سال ۱۹۲۷ بیشتر شد و فرودگاه ها و برخی اردوگاه های نظامی را برای اسکان سربازان نیروی هوایی ساختند.
پس از جنگ جهانی دوم، خور مکسر به سبک مدرن انگلیسی با تمامی امکانات مورد نیاز طراحی و ساخته شد. علاوه بر این، فرودگاه نظامی بازسازی و فرودگاه جدیدی ساخته شد که امروزه به نام فرودگاه بین المللی عدن شناخته می شود. به دنبال آن چندین خانه چوبی ساخته شد که برخی از آنها دو طبقه و برخی دیگر به سبک انگلیسی یک طبقه است و بیمارستان الیزابت دوم ساخته شد.
در پایان دهه ۱۹۵۰، منطقه الشباط (از انگلیسی "the shops") در منطقه ساخته شد که شامل تعدادی ساختمان های آپارتمانی بزرگ، خیابان های جدید و کلیه امکانات پشتیبانی مانند مدارس، کالج های عمومی، پارک های عمومی، کازینو و دیسکوها، سینما و هتل ها بود. همه آنها برای خدمت به سربازان در پایگاه نظامی بریتانیا در شرق سوئز ساخته شده بودند. از این رو منطقه خور مکسر به یکی از بهترین محله های خانه های مدرن برای سربازان انگلیسی و افسران انگلیسی تبدیل شد. خدمات عمومی مانند آب، برق، مخابرات و فاضلاب در ابتدای دهه ۱۹۶۰ تکمیل و تجدید شد و تعداد اردوگاه‌های نظامی در خرمکسر به ۷ قرارگاه کاملا مجهز افزایش یافت.